# Adela av Normandie
Adela av Normandie, född omkring 1067, död 8 mars 1137, var en engelsk prinsessa, grevinna av Blois, Chartres och Meaux genom giftermål, och regent i Blois under sin makes frånvaro 1095–1098 och 1101–1102, och som förmyndare för sin son 1102–1120.   
Hon var dotter till Vilhelm Erövraren och Matilda av Flandern samt mor till Stefan av England och Henrik av Blois, biskop i Winchester.

## Biografi
Adelas födelse antas vanligen ha ägt rum mellan 1060 och 1064; det finns dock sådant som tyder på att hon var född efter faderns tillträde till den engelska tronen 1066. Hon var Henrik I av Englands favoritsyster och de var troligtvis Vilhelms Erövrarens yngsta barn. Hon var en andlig och välutbildad kvinna, med kunskaper i latin.
Adela gifte sig med Stefan Henrik, son och arvtagare till greven av Blois, någon gång mellan 1080 och 1084, troligtvis 1083. Stefan ärvde Blois, Chartres och Meaux 1089, vilket gjorde honom till en av den tidens rikaste män. Han hade inte en tanke på att bli korsriddare förrän Adela insisterade på det. Stefan reste motvilligt iväg på det första korståget tillsammans med svågern  Robert Curthose.
Då hennes man var borta på det första korståget (1095–1098) regerade hon i hans ställe, och då han återvände i vanära bad hon honom att åter resa iväg för att uppfylla sitt löfte att se Jerusalem. Hon var åter regent 1101, och fortsatte efter makens död under detta korståg 1102, eftersom deras barn fortfarande var minderåriga. Orderic Vitalis hyllade henne som "en vis och kraftfull kvinna" som skickligt styrde över makens egendomar under hans frånvaro och efter hans död.
Adela anställde privatlärare åt de äldre av sönerna och lät sin yngste son Henrik gå i kloster vid Cluny. Hon grälade med sin äldste son Guillaume, och menade att han hade "bristande intelligens och var degenererad" och lät hans yngre bror Theobald överta hans plats som arvtagare. Sonen Stefan lämnade Blois 1111 och anslöt sig till sin morbrors hov i England.
Adela drog sig tillbaka till Marcigny 1120, med sina barns ställning säkrad. Senare samma år drunknade dottern Lucia-Mahaut i det Vita skeppets förlisning tillsammans med sin make. Adela av Normandie levde för att se sin son Stefan bli kung av England, men dog kort därefter.

## Barn
Adelas och Stefans barn:
1. Guillaume, greve av Chartres
2. Theobald II av Champagne
3. Odo av Blois, dog ung
4. Stefan av Blois
5. Lucia-Mahaut, gift med Richard, Earl av Chester
6. Agnes av Blois, gift med Hugo III av Le Puiset
7. Henrik av Blois